# Matsuoka Hisashi
Matsuoka Hisashi (松岡 寿, 5 mars 1862, Préfecture d'Okayama – 28 avril 1944, Tokyo) est un peintre japonais de style yō-ga.

## Biographie et œuvre
Son père est membre de la classe des samouraïs. En 1872, sa famille s'installe à Tokyo. À l'âge de dix ans à peine, il crée déjà des peintures de style occidental. En 1876, il est inscrit à la nouvelle école technique des beaux-arts (aujourd'hui l'Université de technologie de Tokyo), gérée par le ministère de l'Industrie, où il étudie pendant deux ans auprès de l'artiste italien Antonio Fontanesi. Lorsque Fontanesi retourne en Italie en 1878, Matsuoka et plusieurs autres élèves, dont Asai Chū, mécontents de son remplacement, quittent l'école pour créer leur propre groupe, l'"Association de la Onzième" (十一次会), ainsi appelée parce que c'était la onzième année de l'ère Meiji. C'est la première association d'art moderne du Japon.
En 1880, il se rend en Italie pour poursuivre ses études. Il travaille d'abord avec Cesare Maccari puis, en 1881, entre dans une école libre associée à l'Académie des beaux-arts de Rome. Deux ans plus tard, il est admis à l'école elle-même. Il y obtient son diplôme en 1887. Avant de retourner au Japon, il séjourne quelque temps à Paris.
De retour au Japon, Matsuoka et son ancien associé, Asai Chū (avec d'autres) créent la Société artistique Meiji (明治美術会)). Après cela, il se consacre presque exclusivement à la formation de jeunes artistes, enseignant dans plusieurs institutions, dont l'Académie de l'Armée impériale japonaise, la faculté d'architecture de l'Université de Tokyo ainsi qu'à l'école de l'association Meiji.
En 1921, il est nommé président de l'école des beaux-arts de Tokyo (東京美術学校), le précurseur de l'Université des arts de Tokyo. Il est également membre du jury de plusieurs expositions d'État, notamment l'exposition du ministère de l’éducation (文部省美術展覧会). Après 1935, il se tourne vers la création de peintures historiques à grande échelle.

## Galerie

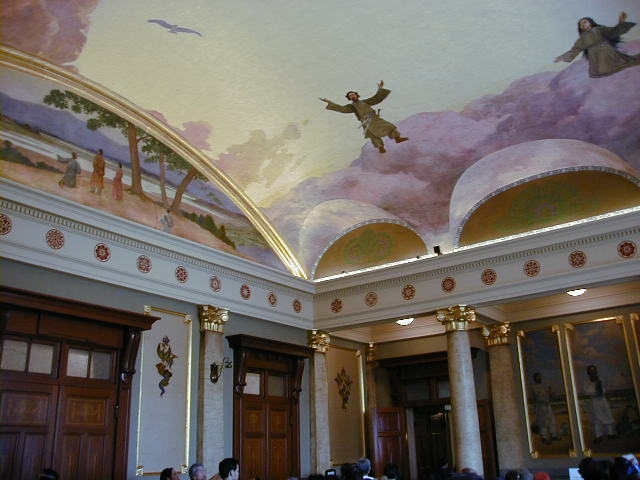
Fresque dans le bâtiment des réunions publiques d'Osaka[1].
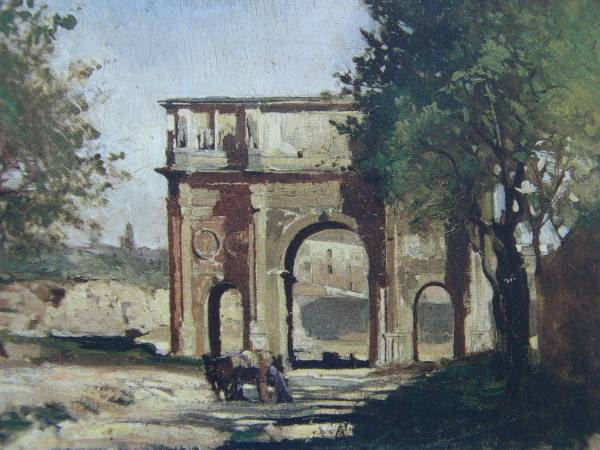
Une arche à Rome.
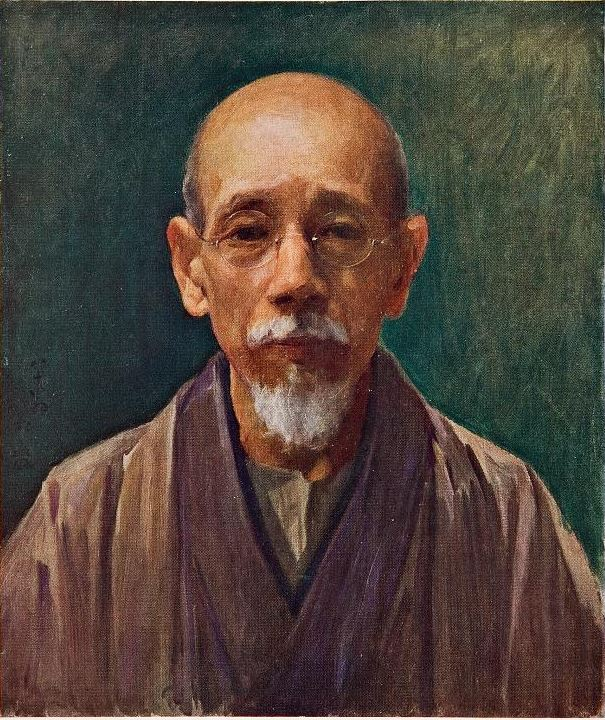
Autoportrait (1941).